# Ignacio Manuel Altamirano
Ignacio Manuel Altamirano Basilio (Tixtla de Guerrero, 13 de novembro de 1834 — Sanremo, 13 de fevereiro de 1893) foi um escritor, jornalista, maestro e político mexicano.

## Biografia
Ignacio nasceu em Tixtla, no estado de Guerrero, em 1834. Originário de uma família indígena, de etnia chontal, seu pai tinha um cargo de comando e, em 1848, foi nomeado prefeito de Tixtla, o que deu ao garoto Ignacio Manuel, que na época tinha 14 anos, a oportunidade de ir à escola. Ele aprendeu a ler e escrever em sua cidade natal. Cursou os primeiros anos em Toluca, graças a uma bolsa de estudos concedida por Ignacio Ramírez, de quem era discípulo. Em 1849, estudou no Instituto Literário de Toluca, e logo no Colegio de San Juan de Letran.

## Carreira
Era membro de várias associações acadêmicas e literárias, como o mexicano Conservatório Dramático, o Nezahualcoyotl Company, da Sociedade Mexicana de Geografia e Estatística, o Liceo Hidalgo e Clube Alvarez. Seu professor o influenciou a tal ponto que o jovem logo demonstrou sinais do duplo amor que sentia, por um lado, por suas raízes indígenas e, por outro, por uma cultura do romantismo europeu. Ambas as posições marcaram sua vida como escritor.
Em 1867, ele finalmente dedicou sua vida à pedagogia, literatura e serviço público. Neste último, ele atuou como magistrado, presidente do Supremo Tribunal de Justiça, alto funcionário do Ministério de Obras Públicas e cônsul em Barcelona (1889) e em Paris (1890). O Correo de México foi uma publicação em que os ideais românticos de Ignacio Manuel Altamirano e de seus professores Ignacio Ramírez e Guillermo Prieto, fundadores da publicação foram expostos e defendidos. Em 1869, continuaram a criar publicações como a revista El Renacimiento, que acabou sendo um ponto de referência para ilustres literários e intelectuais da época com um objetivo comum: renovar cartas nacionais.
Em 1868, ele escreveu Clemencia, considerado pelos intelectuais como a primeira obra mexicana moderna. Este romance com Julia (1870) e o Natal nas montanhas (1871) são considerados básicos para a narrativa mexicana. Eles expressaram a situação em seu país: militarismo, baixa educação e desigualdades sociais. El Zarco, publicado em 1901, é seu trabalho mais importante; rico em nuances expressivas, expressões idiomáticas e paisagens, onde conta as aventuras de um bandido.
Ignacio reiterava constantemente a necessidade de deixar de lado as bases românticas que os europeus levaram para o México e criar sua própria literatura. Uma literatura diferente com um tema indígena, um romance nacional que inclui o indígena e a história do México.

## Morte

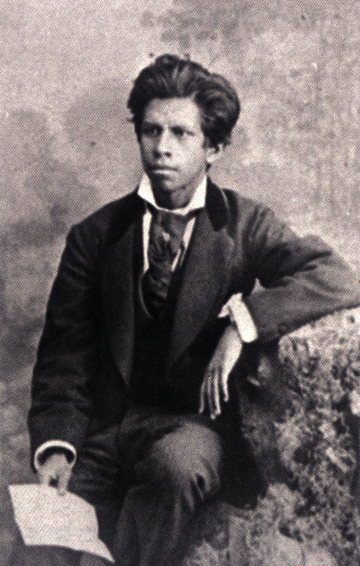
A mais antiga foto que se conhece de Ignacio Manuel Altamirano

Ignacio morreu em 13 de fevereiro de 1893, em Sanremo, na Itália, aos 58 anos, devido à tuberculose. No centenário de sua morte, as cinzas foram depositadas na Rotonda de las Personas Ilustres, no cemitério Panteón de Dolores na Cidade do México.
Como homenagem à sua vida literária, a medalha "Ignacio Manuel Altamirano" foi criada com o objetivo de premiar 50 anos de ensino.

## Obras
- Rimas (1880)
- Clemência (1869)
- O Zarco (1869)
- Antonia e Beatriz
- Athena
- Contos de inverno (1880)
- Natal nas montanhas (1871)
- Paisagens e lendas, tradições e costumes do México (1986)
- Crônicas da semana (1969)
- A literatura nacional (1949)
- Obras (1899)
- Obras literárias completas (1959)
- Trabalhos completos (1986)